# Adelheid Marie von Anhalt-Dessau

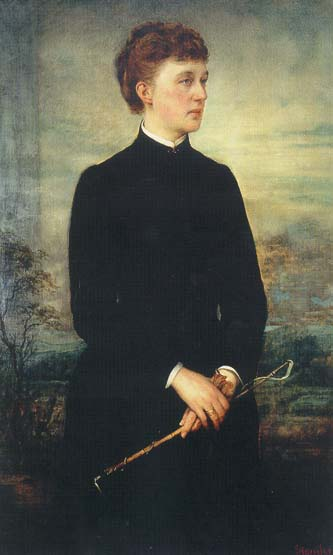
Viktor Stauffer: Prinzessin Adelheid Marie

Prinzessin Adelheid Marie von Anhalt-Dessau (* 25. Dezember 1833 in Dessau; † 24. November 1916 auf Schloss Königstein im Taunus) war durch Heirat letzte Herzogin von Nassau und seit 1890 Großherzogin von Luxemburg.

## Leben
Adelheid Marie war die älteste Tochter von Prinz Friedrich August von Anhalt-Dessau und Prinzessin Marie Luise Charlotte von Hessen-Kassel.
Im Jahre 1851, nach dem frühen Tod seiner ersten Frau, wurde sie die zweite Gemahlin von Herzog Adolph von Nassau, dem späteren Großherzog von Luxemburg. Aus dieser Ehe gingen die folgenden fünf Kinder hervor:
- Wilhelm IV. (1852–1912), Großherzog von Luxemburg
- Friedrich (* 28. September 1854; † 23. Oktober 1855)
- Marie (* 14. November 1857; † 28. Dezember 1857)
- Franz Joseph Wilhelm (* 30. Januar 1859; † 2. April 1875)
- Hilda (1864–1952) ⚭ Großherzog Friedrich II. von Baden

Herzogin Adelheid wählte Königstein als ihren Sommersitz. Ihr Mann schenkte ihr dort 1858 das Luxemburgische Schloss. Im Ort war sie hoch angesehen. Die Königsteiner Adelheidstraße ist nach ihr benannt. Das Herzogin-Adelheid-Stift, das heutige Gemeindehaus der evangelischen Kirche, zu dem Adelheid 1912 das Grundstück stiftete, trägt ebenfalls ihren Namen. 